# Takaaki Yoshimoto
Takaaki Yoshimoto, noto anche come Ryūmei Yoshimoto (Tokyo, 25 novembre 1924 – 16 marzo 2012), è stato un poeta, critico letterario e filosofo giapponese.
È stato il padre della famosa scrittrice Banana Yoshimoto e della fumettista Haruno Yoiko.

## Vita
Yoshimoto nasce nel 1924 a Tokyo. La sua famiglia si era trasferita da un'altra prefettura da poco. Nell'adolescenza Takaaki fu molto influenzato dalla letteratura, che gli veniva insegnata dal suo maestro privato, ed iniziò così a scrivere poesie sin da ragazzo. Fu suggestionato soprattutto dalle opere di Kōtarō Takamura e di Kenji Miyazawa. Durante la Seconda guerra mondiale fece parte della "giovane milizia", anche se verso la fine divenne un seguace del Marxismo.
Yoshimoto si laureò nel 1947 in Ingegneria all'Istituto Tecnologico di Tokyo. Durante i suoi studi conobbe e frequentò il matematico Satoshi Toyama.
Dopo la laurea Yoshimoto si trasferì nel settore terziario, diventando un ricercatore nel 1950. Nel frattempo non abbandonò la letteratura e scrisse altri lavori, conseguendo il Premio Arechi per i nuovi poeti.
Yoshimoto, che aveva conseguito una teoria sulla responsabilità della guerra, che aveva attribuito ai letterati, supportò nel 1960 il movimento contro il trattato ANPO considerandolo una contraddizione dell'ordine post-bellico dopo quindici anni dalla fine della guerra. Era considerato il numero 2 degli intellettuali che supportavano il Zengakuren, di cui diede una lettura alla Dieta Nazionale il 15 giugno 1960. Yoshimoto venne arrestato negli scontri seguenti, che sfociarono nel sangue quando la polizia arrivò per farli sospendere.
Sempre in quegli anni Yoshimoto fondò la rivista Shikkou. Essa pubblicò alcune interviste a Miura Tsutomu, espulso dal Partito Comunista Giapponese dopo una critica a Stalin.
Yoshimoto sviluppò una teoria nel mezzo della caduta dello status di eroe del Partito Comunista, che si stava dividendo nella nuova sinistra. Yoshimoto pubblicò nel 1962 il libro "Il Declino di un Falso Sistema", che venne ampiamente discusso e letto da studenti e intellettuali. Il libro sviluppava una teoria indipendente per affrontare le critiche al Partito Comunista, enfatizzando l'estetica del linguaggio e i fenomeni psicologici.
Il risultato fu che movimenti della nuova sinistra furono influenzati dalle teorie di indipendenza di Yoshimoto negli anni '60 e '70, tanto da considerarlo un fondatore di questi movimenti.

## Dagli anni '80
Nell'inizio degli anni '80 Yoshimoto pubblicò una sua teoria sulle masse e una teoria della città. Yoshimoto fu però criticato di essere passato alla destra e di supportare il capitalismo quando, su una rivista femminile, fu fotografato con degli abiti di Comme Des Garcons. Poco dopo Yoshimoto divenne politicamente più conservatore, supportando Ichirō Ozawa.
Alla fine degli anni '80 Yoshimoto criticò i movimenti anti-nucleare sviluppati da sostenitori della democrazia post-bellica, definendoli "Fascisti Anti-Nucleare".
Nell'agosto 1996 Yoshimoto svenne mentre nuotava a Toicho ma, dopo una condizione di salute preoccupante, sopravvisse.

## Filosofia
Yoshimoto è un autore di ampie vedute che ha scritto sulla letteratura, sulla religione, sulla politica e sulla società. Egli è famoso per la sua attività post-bellica e per questo ebbe un'enorme influenza negli anni '60 e '70 in Giappone. Egli ha pubblicato molti dialoghi con gli intellettuali europei e americani che visitarono il Giappone, tra cui Michel Foucault, Félix Guattari, Ivan Illich e Jean Baudrillard.
Egli supportava tutti gli intellettuali che si sono dedicati allo studio solitario.